# Sean McKeever
Sean Kelley McKeever är en amerikansk serieskapare född 1972 i Appleton, Wisconsin, USA. Mellan 1997 och 2002 arbetade han på sin egen tonårsdrama-serie The Waiting Place. Därefter har han skrivit på ett flertal tidningar för Marvel, inkluderat The Incredible Hulk, Sentinel, Mary Jane, Inhumans och Gravity. 2005 erhöll han en Eisner Award.